# Barthélémy Kéré
Pour les articles homonymes, voir Kéré.
Barthélémy Kéré est un avocat et homme politique burkinabé né le 24 août 1958. Président du Conseil constitutionnel du Burkina Faso depuis avril 2023, il a été ministre de la Justice et des Droits humains en 2022 dans le gouvernement de transition du lieutenant-colonel Paul-Henri Sandaogo Damiba. Il a également présidé la Commission électorale nationale indépendante (CENI) de 2011 à 2016.

## Biographie

### Famille et études
Né le 24 août 1958, Barthélémy Kéré est originaire de Loanga dans la province du Boulgou (Centre-Est). Il a un frère cadet, Paul Kéré, qui est avocat et vit à Nancy (France).
Il entame ses études de droit à l'université de Ouagadougou, mais est expulsé de l'établissement en 1982 pour son engagement au sein de l'Union générale des étudiants voltaïques (UGEV). Il part alors finir ses études à l'université de Bordeaux (France), dont il sort diplômé en sciences criminelles.

### Carrière juridique
En 1992, de retour au Burkina Faso, il crée le cabinet d'avocat Kéré, avec lequel il travaille sur des dossiers en lien avec le secteur minier ou le domaine des affaires.
En 2003, il est élu par ses confrères bâtonnier de l’Ordre des avocats du Burkina Faso. Puis, il devient président de la Conférence internationale des barreaux de 2005 à 2006.
Catholique pratiquant, il est choisi en 2006 pour représenter l'Église au sein de la Commission électorale nationale indépendante (CENI), avec laquelle il supervise l'organisation d'élections nationales et locales dans le pays. Le 1er août 2011, il est lui-même nommé président de la CENI. Il quitte ce poste en 2016, après avoir mis en place un fichier électoral biométrique au Burkina et supervisé les élections présidentielle et législatives de 2015 . Il participe également à de nombreuses missions d'observations électorales à l'étranger (Côté d'Ivoire, Brésil, Tunisie) et devient membre fondateur du Réseau des compétences électorales francophones (RECEF) en 2011.
Le 1er juillet 2012, il devient membre de la Cour internationale d'arbitrage de la Chambre de commerce internationale (France) jusqu'au 30 juin 2015.

### Carrière politique
Le 5 mars 2022, Barthélémy Kéré est nommé au poste de ministre de la Justice et des Droits humains au sein du gouvernement de transition instauré par le lieutenant-colonel Paul-Henri Sandaogo Damiba, arrivé au pouvoir à la suite du coup d'État de janvier 2022. Il devient ainsi le premier avocat à être placé à la tête de ce ministère depuis l'indépendance du Burkina. Connu pour son attachement au processus démocratique, sa nomination au sein d'un gouvernement putschiste surprend alors certains commentateurs,.
Il reste à ce poste jusqu'au 30 septembre 2022, date où le gouvernement est lui-même renversé par un nouveau coup d'État.
Le 24 février 2023, il est nommé président du Conseil constitutionnel du Burkina Faso par décret et prête serment le 11 avril lors d'une cérémonie en présence d'Ibrahim Traoré, président de la Transition. À la tête de cette institution-clé, qui n'avait plus eu de président depuis le décès de Kassoum Kambou en février 2022, il aura notamment pour tâche de valider les candidatures et résultats des prochaines élections législatives et présidentielle.

## Distinctions
- Chevalier de l'ordre de Saint-Grégoire-le-Grand (2019)[6]
- Chevalier de la Légion d'honneur (2017)[5]
- Grand-officier de l'Ordre national du Burkina Faso (2015)[7]